# Edward Hay, 13. Marquess of Tweeddale
Edward Douglas John Hay, 13. Marquess of Tweeddale (* 6. August 1947; † 1. Februar 2005) war ein schottisch-britischer Peer und Politiker. Er wurde insbesondere durch seine Rede in der Oberhausdebatte vom Oktober 1996 zum Bosnienkrieg bekannt.

## Leben
Hay entstammte dem Clan Hay und war der älteste Sohn des David Hay, 12. Marquess of Tweeddale, aus dessen erster Ehe mit Hon. Sonia Mary Peake, Tochter des Osbert Peake, 1. Viscount Ingleby. Hay wurde als älterer von Zwillingssöhnen geboren. Er besuchte die Milton Abbey School in Dorset und schloss sein Studium am Trinity College der Universität Oxford als Bachelor of Arts ab. Er wurde Versicherungsmakler, bevor er seinem Vater als Marquess nachfolgte.
Beim Tod seines Vaters am 23. Januar 1979 erbte er dessen Adelstitel als 13. Marquess of Tweeddale, 14. Earl of Tweeddale, 13. Earl of Gifford, 13. Viscount of Walden, 21. Lord Hay of Yester und 4. Baron Tweeddale. Zudem erbte er den Titel des erblichen Chamberlain of Dunfermline.
Lord Tweeddale blieb unverheiratet und kinderlos, weshalb als er am 1. Februar 2005 im Alter von 57 Jahren starb, sein Zwillingsbruder Lord David Hay seine Adelstitel erbte.

### Mitgliedschaft im House of Lords
Mit dem Erbe der Adelstitel als Marquess of Tweeddale war damals unmittelbar ein Sitz im Oberhaus des britischen Parlaments (House of Lords) verbunden. Im Oberhaus schloss er sich der Fraktion der Crossbencher an. Seine Antrittsrede hielt er am 1. April 1980 im Rahmen einer Debatte zur Wehrpflicht. Er meldete sich selten im House of Lords zu Wort. Im Hansard sind insgesamt 40 Wortbeiträge von Hay im Zeitraum von April 1980 bis Juli 1997 dokumentiert.
Er erreichte vorübergehende Prominenz während der Debatte vom 28. Oktober 1996 zum Bosnienkrieg und einem folgenden Brief an die Tageszeitung Times zu diesem Thema. Hay äußerte sich in seiner Rede skeptisch zum Abkommen von Dayton und bezweifelte, ob das Dayton-Abkommen realistische Perspektiven für einen langfristigen Frieden beinhalte. Er betonte, er könne den Optimismus der britischen Regierung hinsichtlich einer dauerhaften Befriedung Bosniens durch das Abkommen nicht teilen; für ihn seien vielmehr die muslimischen Bosnier die Verlierer.
Am 18. Juli 1997 meldete er sich mit einer Zwischenfrage in einer Debatte zur Lage der Menschenrechte in der Türkei letztmals zu Wort. Hay stellte an seinen Vorredner Raymond Jolliffe, 5. Baron Hylton die kritische Frage, warum es denn wünschenswert sein könne, dass die Türkei Mitglied der Europäischen Gemeinschaft werde.
Mit Inkrafttreten des House of Lords Act 1999 verlor er am 11. November 1999 seinen Parlamentssitz. Für die Wahlen zu einem der verbleibenden Sitze trat er nicht an.

## Nachfolge von Zwillingsbrüdern als Peers
Der 13. Marquess war einer der wenigen britischen Peers, deren Titel ein jüngerer Zwillingsbruder erbte. Dies trat bereits bei John Lambton, 3. Earl of Durham (1855–1928) ein, dessen Titel 1928 der jüngere Zwillingsbruder als Frederick Lambton, 4. Earl of Durham (1855–1929) erbte. Arthur Holland-Hibbert, 3. Viscount Knutsford (1855–1935) folgte ebenfalls einem älteren Zwilling nach, Sydney Holland, 2. Viscount Knutsford (1855–1931) am 27. Juli 1931.
Obwohl Charles Hope, 3. Marquess of Linlithgow und John Hope, 1. Baron Glendevon (zuvor Lord John Hope) Zwillinge waren, wurden beide von ihren Söhnen beerbt.